# 格雷恩貝爾特鎮區 (北達科他州鮑曼縣)
格雷恩貝爾特鎮區（英語：Grainbelt Township）是位於美國北達科他州鮑曼縣的一個鎮區。

## 地方資料
格雷恩貝爾特鎮區的面積為79.20平方千米，當中陸地面積為79.18平方千米，而水域面積為0.02平方千米。根據2010年美國人口普查的數據，當地共有人口24人，而人口密度為每平方千米0.3人。